# Salafa
Salafa (németül: Schallendorf im Burgenland, horvátul: Šaledrovo) Pusztaszentmihály településrésze, egykor önálló község Ausztriában, Burgenlandban, a Németújvári járásban.

## Fekvése
Németújvártól 12 km-re északnyugatra a Strém jobb partján fekszik.

## Története
A települést 1528-ban "Chalafalva" néven említik először. A németújvári uradalomhoz tartozó erdészcsaládok lakták. 1529-ben és 1532-ben valószínűleg elpusztította a török, mely után 1538-ban horvátokkal telepítették be újra. Az uradalom 1589-es urbáriumban szerepel először horvát nevén a Batthyány család birtokaként. 1605-ben Bocskai hajdúi égették fel. Az 1698-as egyházi vizitációban "Soledroff" néven szintén horvátul tűnik fel. 1787-ben a II. József által elrendelt első népszámlálás 98 lakost talált a településen. 1869-ben 152 lakosa volt.
Vas vármegye monográfiája szerint "Salafa, 28 házzal és 184 német és horvátajkú, r. kath. vallású lakossal. Postája Puszta-Szt.-Mihály, távírója Német-Ujvár. A község a Strém patak mellett fekszik."
A 20. század elejétől 1938-ig a gazdasági nehézségek miatt 38 lakója vándorolt ki a tengerentúlra. 1910-ben 210, túlnyomórészt német lakosa volt. 1921-ig Vas vármegye Németújvári járásához tartozott. A trianoni békeszerződés Ausztriához csatolta. 1923-ban 184 lakosa volt. A második világháborúig jelentős roma kisebbség is élt a településen, ők azonban az Anschlusst követő deportálások áldozatai lettek. 1946-ban a lakosság száma 139, 1971-ben 153, 1991-ben 110 volt. 1971-ben közigazgatásilag a szomszédos Pusztaszentmihályhoz csatolták.

## Nevezetességei
A falu haranglába 1860-ban épült. A község két harangot vásárolt bele, melyek közül a nagyobbikat elvitték a II. világháborúba. 1949-ben Josef Liebmann plébános két új harangot vásárolt, melyeket vihar, tűzvész, imádság és temetés idején szólaltatnak meg.

## Külső hivatkozások
- Pusztaszentmihály hivatalos oldala
- Salafa a dél-burgenlandi települések honlapján